# Larry Joe Campbell
Larry Joseph Campbell, född 29 november 1970 är en amerikansk skådespelare som är mest känd som "Andy" i amerikanska ABCs sitcom Jims värld.
Han är född i Cadillac, Michigan. Campbell är gift med en skolfröken, Peggy Campbell, och tillsammans har de fem barn.  Deras tvillingars födelse sändes på TLCs A Baby Story. Deras femte barn föddes sent 2007.